# Anglo-arab
Az anglo-arab lófajta az angol telivér és az arab telivér keresztezéséből jött létre. Elsősorban Franciaországban tenyésztik. 150 éve keresik a legmegfelelőbb, speciális adottságokkal rendelkező, mégis sokoldalú fajtát. Keverék fajtának tekintik. Egyesíti magában a nemesvérű lovak minden szépségét, finomságát és eleganciáját. Igen mozgékony fajta, kisportolt külleműek, igen szép mozgásúak.
A méneskönyvbe kizárólag azokat a fajtákat veszik fel, melynek vérében 25% arab génhányad található, és ősei Arab, Angol telivér, vagy Anglo-Arab ló. Mára a fajta Franciaországon kívülre is elterjedt.
Közepes testtömegű, szikár, elegáns. Egyre inkább kezd hasonlítani a telivérhez. Harmonikus felépítésű. Feje egyenes, nyaka hosszú, vagy közepesen hosszú, és középmagasan illesztett. Lapockák dőltek, dőlése szintén a telivérre jellemző. A mar kifejezett, háta feszes, szügye közepesen izmolt. A hátsó végtagok a kiváló vágtamozgást teszik lehetővé. Állkapcsa nem húsos. Feje telivér hatású. Fara hosszú. Jó minőségű csontozat, szabályos lábszárszerkezet jellemzi.
Marmagassága 160-170 cm között van. Szármérete kb. 20-21 cm.
Színváltozatai leggyakrabban a pej, fekete, sárga, szürke.
Hátaslónak hasznosítják. Galopp jármódban szívesen versenyeznek vele. Kedvelt versenyló